# کوئنتین کریسپ
کوئنتین کریسپ (انگلیسی: Quentin Crisp; ۲۵ دسامبر ۱۹۰۸ – ۲۱ نوامبر ۱۹۹۹) نویسنده و هنرپیشه اهل انگلستان بود.
از فیلم‌ها یا برنامه‌های تلویزیونی که وی در آن نقش داشته‌است می‌توان به عروس، اورلاندو، فیلادلفیا، پستوی سلولوئید و ایکوالایزر اشاره کرد.